# 陰屍路 (第二季)
美國的恐怖喪屍電視劇《陰屍路》第二季於2011年10月16日首播，本季集數擴充至13集。該劇改編自羅伯特·柯克曼、東尼·摩爾和查爾斯·埃蘭德共同繪製的同名漫畫，劇集由法蘭克·戴瑞邦開發。由於法蘭克·戴瑞邦於第一季後宣佈不再擔任節目統籌，則由執行監製之一的葛倫·馬札拉接任節目統籌工作。
本季劇情取自原作的的第7-12期之間的故事章節，承接上季結尾，主要發生在亞特蘭大郊外的一座農場。幾位來自於漫畫的角色也在本季首次登場，包括居住在農場裡的赫謝爾·格林一家人，包括他的女兒瑪姬·格林。此季講述主角瑞克一行人逃脫亞特蘭大後被一個規模巨大的行屍群體截住，躲避過程中找到由格林一家居住的農場，暫住進去時跟他們共同面對外來威脅，但一系列事情的發生使瑞克和他的摯友夏恩開始產生強大分歧。

## 角色

第二季主要角色（從左至右）：瑞克、蘇菲亞、卡蘿、蘿莉、卡爾、T仔、葛倫、安卓莉亞、戴爾、戴瑞和夏恩。

### 主要演員
- 安德魯·林肯 飾演 瑞克·格萊姆斯：前金縣副警長，遠到亞特蘭大尋找妻兒時無意間遇到倖存者團體，在團體中建立威信成為領導者，不惜一切想保護家人和團體免受威脅。
- 強·柏恩瑟 飾演 夏恩·沃許（英语：Shane Walsh (The Walking Dead)）：瑞克當警察時的搭檔兼一生的摯友，但因為同樣對蘿莉有好感，這次在嫉妒心驅使之下開始敵視且反對瑞克。
- 莎拉·維恩·考麗絲 飾演 蘿莉·格萊姆斯（英语：Lori Grimes）：瑞克的妻子，情緒有些不穩定，此前曾經跟夏恩發生過緋聞，如今發現丈夫瑞克還活著後回到瑞克身邊。
- 蘿莉·荷登 飾演 安卓莉亞（英语：Andrea (The Walking Dead)）：前律師，具有很強的辯護水準，此前失去妹妹艾米對她造成巨大打擊，在疾控中心時試圖自盡卻沒成功。
- 傑佛瑞·迪莫恩（英语：Jeffrey DeMunn） 飾演 戴爾·霍瓦士（英语：Dale Horvath）：一位心地善良、理想主義的老人，擁有一輛露營車，亞特蘭大團隊中最年長者，常常和組員們傾訴心事。
- 史蒂文·連 飾演 葛倫·瑞（英语：Glenn Rhee）：曾為披薩外送員，行動敏捷，擅長逃走，經常擔當前線及搜索補給品等工作。
- 錢德勒·里格斯 飾演 卡爾·格萊姆斯（英语：Carl Grimes）：瑞克和蘿莉的兒子，受父親影響而學會生存，但有時不滿他被父母過度保護。
- 諾曼·李杜斯 飾演 戴瑞·迪克森（英语：Daryl Dixon）：正邪并存的美國南方老粗，在團體中擔任主要的獵人，目前成為團隊裡最重要的幫手和戰友。
- 梅莉莎·麥克布萊德 飾演 卡蘿·派勒提爾（英语：Carol Peletier）：亞特蘭大團隊一份子，曾為家庭暴力的受害者，如今丈夫死後只剩下年幼女兒。

### 常設演員
- 麥蒂森·林茲（英语：Madison Lintz） 飾演 蘇菲亞·派勒提爾（英语：Sophia Peletier）：卡蘿的年幼女兒，和母親是生命共同體，和卡爾關係非常好。
- 艾恩伊·辛格頓（英语：IronE Singleton） 飾演 西歐多·「T仔」·道格拉斯（英语：T-Dog (The Walking Dead)）：亞特蘭大團隊一份子，身材較為壯碩的打手，為組群作出過不少貢獻。
- 史考特·威爾森（英语：Scott Wilson (actor)） 飾演 赫謝爾·格林（英语：Hershel Greene）：一位信仰深厚的農場主人，也是經過訓練的退役軍人，瑪姬和貝絲的父親。
- 蘿倫·科漢 飾演 瑪姬·格林（英语：Maggie Greene）：赫謝爾的大女兒，在家中除了父親以外是最強成員，和葛倫的關係越見曖昧。
- 艾蜜莉·金尼 飾演 貝絲·格林（英语：Beth Greene）：赫謝爾的小女兒，瑪姬同父異母的妹妹，性格十分嬌小脆弱。
- 詹姆斯·艾倫·麥可（英语：James Allen McCune） 飾演 吉米（Jimmy）：農場的一份子，貝絲的男友，時不時會幫團隊出一份力。
- 珍·麥尼爾（英语：Jane McNeill） 飾演 帕翠莎（Patricia）：格林一家的鄰居，如今住在農場裡，懂醫術而成為赫謝爾的幫手。
- 麥可·金格 飾演 藍道·卡佛（Randall Culver）：來自另一團體的年輕小夥，因受傷而被團夥拋棄，被瑞克救回農場治療，卻也變成一個不知如何處理的累贅。

### 客串演員
- 普魯特·泰勒·文斯（英语：Pruitt Taylor Vince） 飾演 奧提斯（Otis）：帕翠莎的丈夫，農場的獵人，打獵時不慎開槍誤傷卡爾，讓瑞克一行人發現農場。
- 亞當·麥納羅維奇（英语：Adam Minarovich） 飾演 艾德·派勒提爾（Ed Peletier）：卡蘿的已故丈夫，有暴力心裡，這次僅以歷史回放的方式出現。
- 麥克·雷蒙-詹姆士 飾演 戴夫（Dave）：藍道的同夥，來自另一個不善團體的男子，在農場附近小鎮上巧遇瑞克、葛倫和赫謝爾，有意想霸佔農場而引發衝突
- 亞倫·蒙諾茲 飾演 東尼（Tony）：戴夫的跟班，同樣在農場附近小鎮上巧遇瑞克、葛倫和赫謝爾，講話沖頭沖腦，不懂禮節，最先挑起衝突。
- 麥可·魯克 飾演 莫爾·迪克森（英语：Merle Dixon）：戴瑞的哥哥，反社會人格的激進分子，當初被拷在亞特蘭大時自斷手臂後下落不明，這次短暫出現在戴瑞的幻覺裡。

## 集數
| 總集數 | 集數 （季） | 標題                                          | 導演                               | 編劇                        | 首播日期       | 美國收視人數 （百萬） |
| --- | ----------- | --------------------------------------------- | ---------------------------------- | --------------------------- | -------------- | --------------------- |
| 7 | 1           | 茫茫前路 What Lies Ahead                      | 歐內斯特·狄克森 格溫妮絲·霍德·佩頓 | 阿德斯·貝 & 羅伯特·柯克曼   | 2011年10月16日 | 7.26                  |
| 瑞克一行人逃出炸毀的疾控中心後雖然幸運逃脫，但因為熟知這場病毒已經滅絕大部分人類而深感絕望，但眾人仍然決定不放棄希望，前往班寧堡去尋求幫助；而瑞克臨走前將這次經歷用對講機匯報給至今無音訊的摩根，離開亞特蘭大不久，眾人到達八十五號高速公路上，發現前方道路被幾百輛汽車堵死，因此下車去搜刮必需品。但站在房車上監視後方的戴爾，注意到一群數量達到幾千的行屍正朝他們的方向走過來，所有人馬上躲藏在汽車底部。留在房車中的安卓莉亞只能躲進房車廁所，T仔躲藏時太過匆忙而被鐵片劃傷手臂流血不止。當行屍開始遠離時，卡蘿的女兒蘇菲亞剛好被一隻行屍發現而獨自跑到樹林中，瑞克追上去救她時將蘇菲亞留在一棵樹下後獨自去對付行屍，但回去後卻發現蘇菲亞早已消失不見蹤影。心急如焚的卡蘿不想聽瑞克的解釋，而瑞克為了彌補決定在第二天一早帶隊去進行搜索，安卓莉亞堅持要出去，並因為戴爾之前阻止她自殺而對他大發脾氣，隨後不情願地不拿武器跟隨隊伍。隊伍在樹林深處時決定分頭行動，而卡爾決定跟夏恩和瑞克一起行動，三人搜索時看見一頭鹿。正當卡爾正看鹿看的入神時，一把狙擊槍射出的子彈打穿鹿後擊中卡爾的腹部，讓瑞克和夏恩則是立刻上前搶救卡爾。                                                            |             |                                               |                                    |                             |                |                       |
| 8 | 2           | 放血 Bloodletting                             | 歐內斯特·狄克森                    | 葛倫·馬札拉                 | 2011年10月23日 | 6.70                  |
| 瑞克抱著中槍流血的卡爾跑過一片農田，夏恩帶著打獵開槍誤傷卡爾的獵人奧提斯尾隨在瑞克後面，遵從奧提斯的指示跑到農田盡頭的格林農場。一家人注意到瑞克後立刻幫忙將卡爾帶進房間中，家主赫謝爾因為當過獸醫而開始動手術將卡爾體內的彈片想辦法取出，動完兩次緊急手術下使卡爾陷入癲癇和昏迷。由於唯一能救卡爾的手術必須用到麻藥，而氧氣筒是唯一缺少的重要器材，在瑞克被迫留下為卡爾輸血之下，夏恩跟一心想彌補的奧提斯一同前往最近高中的棄置急救部門去拿藥材和器材。赫謝爾指派他的大女兒瑪姬騎馬到森林裡叫來蘿莉，趕到後解釋事情經過並告知葛倫關於她農場的位置，將蘿莉拉上馬立即帶到農場，而蘿莉與瑞克相遇後，能做的則是一同為卡爾祈禱。葛倫、安卓莉亞和戴瑞三人回到高速公路將事情報告給戴爾，當時T仔因為傷口發炎而同樣發燒，戴瑞於是命令葛倫先將T仔帶到農場中治療。當晚，夏恩和奧提斯到達高中，卻發現急救部门被幾十隻行屍包圍，夏恩於是利用信號彈引開行屍群的注意力進入急救部門得到想要的器材，但在出去時發現行屍因為信號彈熄滅而注意到他們，開始全體追逐他們，兩人於是被迫躲入高中內部另找出路。 |             |                                               |                                    |                             |                |                       |
| 9 | 3           | 缺一不可 Save the Last One                    | 菲爾·亞伯拉罕                      | 史考特·M·金普               | 2011年10月30日 | 6.10                  |
| 夏恩和奧提斯躲入學校體育場後分頭逃亡，夏恩掩護奧提斯從後門離開，但從窗戶爬出時突然被一隻行屍攻擊，因此從外窗的高處墜落而跌傷腿。兩人會合後雖然成功跑出高中，但也再度被學校外圍的大量行屍追趕，在彈盡糧絕之下決定拼上性命也要將器材帶回去。在農場，瑞克與蘿莉仍然守在卡爾身邊，而葛倫與T仔也到達農場中，奧提斯之妻帕翠莎靠他們身上留有的莫爾專用的抗生素，幫忙縫上T仔的手臂。赫謝爾說卡爾如果再不動手術可能會沒命，正當瑞克同意之時，夏恩獨自一人開車回到農場帶回氧氣筒，稱奧提斯為了掩護他而慘死於行屍手中。經過幾小時的搶救，卡爾成功脫險，欣慰的瑞克與蘿莉對赫謝爾等人以及奮力將器材抱回的夏恩表示感謝後，並開始安撫剛失去丈夫的帕翠莎。當疲憊的夏恩去浴室洗澡時，突然透過鏡子發現他的一塊頭皮被扯掉，回想起腿受傷、抱著器材的他，因走投無路而被迫將奧提斯扔下犧牲給行屍，讓他被尾隨的行屍慢慢撕碎後，自己硬是帶回器材救活卡爾。夏恩認為此事絕不能被別人知道，於是剃光自己的頭髮。 |             |                                               |                                    |                             |                |                       |
| 10 | 4           | 切羅基玫瑰 Cherokee Rose                      | 比利·吉爾哈特                      | 埃文·瑞利                   | 2011年11月6日  | 6.29                  |
| 清晨時，戴爾等人開車到達格林農場後，得知卡爾被救活的事情後鬆一口氣，眾人首先感謝赫謝爾家庭的熱情款待與救命之恩，也為拯救卡爾而犧牲自己的奧提斯立下墓。當時，在瑞克因為輸血過多以及夏恩因為腳扭傷而無法行動下，戴瑞成為尋找蘇菲亞的唯一人選，但他在走前首先摘一顆切羅基玫瑰安慰卡蘿。赫謝爾後來命令瑞克必須在蘇菲亞獲救與卡爾痊癒後，直接帶領他的人離開他的農場，瑞克在請求赫謝爾之下才讓他重新考慮。眾人首先清空一隻掉進水井中的行屍後，葛倫和瑪姬則是騎著馬到農場附近的一座小鎮上的藥房去尋找藥品，在此期間，兩人對雙方表示好感後直接發生性關係。回去後，葛倫將蘿莉偷偷拜託他拿的驗孕棒給她，在晚上時，蘿莉出去上廁所後驗一下尿，卻驚訝的發現她已經懷孕。 |             |                                               |                                    |                             |                |                       |
| 11 | 5           | 卓柏卡布拉 Chupacabra                         | 蓋·法蘭                            | 大衛·萊斯利·強森            | 2011年11月13日 | 6.12                  |
| 以防蘇菲亞跑回高速公路營地，瑞克在公路的一輛車上為蘇菲亞留下一些食物與「在此處等候」的話，讓戴瑞繼續到樹林中尋找，但赫謝爾已經因為瑞克等人始終留在他的農場不走而逐漸不耐煩。戴瑞在一條小溪邊尋找蘇菲亞時不慎跌下山谷、甚至也被自己攜帶的一根箭刺傷腹部。在昏迷時，戴瑞突然發現失蹤已久的哥哥莫爾蹲在自己面前恥笑他，但在清醒後才發現只是幻覺，於是將傷包紮後拄著拐棍回到農場。但安卓莉亞在放哨時通過狙擊鏡看到渾身淤血的戴瑞時，因為誤以為是行屍而開一槍擦傷他的頭，當眾人在將戴瑞帶進房子中休息時，意外發現戴瑞找到蘇菲亞失蹤前帶的布娃娃。當晚，卡蘿為了感謝戴瑞為她女兒做的一切而照顧他，而所有人在一起吃晚餐時，瑪姬為葛倫傳紙條約定晚上私會，當晚餐結束後，葛倫在紙條上寫上要在穀倉中而抱著被子來到穀倉二樓時，卻發現穀倉裡關押著幾十隻行屍。當葛倫感到害怕而跑出去時，瑪姬剛要來阻止他說「你不應該看到這個的！」 |             |                                               |                                    |                             |                |                       |
| 12 | 6           | 秘密 Secrets                                  | 大衛·鮑伊德                        | 安潔拉·姜                   | 2011年11月20日 | 6.08                  |
| 目睹農場驚人秘密的葛倫在瑪姬的要求下隱瞞事情，但他還是先將事情僅告知戴爾一人。戴爾向赫謝爾瞭解到，穀倉的行屍中有他的後妻、繼子、鄰居朋友、與一些在森林中找到的行屍，赫謝爾表示還留著牠們是認為“牠們還是人類”，如今只是等待解藥。瑞克和夏恩決定為所有人安排一場射擊訓練，包括帕翠莎與赫謝爾的小女兒貝絲，卡爾也選擇拿一把槍打算加入尋找蘇菲亞的行列，蘿莉在幾分考慮下同意。當時，安卓莉亞在射擊精準下被夏恩帶走，前往找到蘇菲亞娃娃的小溪上方的一座住宅區中進行尋找，兩人到達後一無所獲，但在離開時遭到行屍的攻擊。夏恩與安卓莉亞在互相合作下成功脫險，安卓莉亞也從此對夏恩產生好感，兩人隨後在車中發生性關係。葛倫與瑪姬在蘿莉的要求下，回到小鎮藥房去拿避孕藥，單在找藥時遭到一隻行屍攻擊。兩人雖然平安無事地回去，但瑪姬卻因為受驚嚇而極度不滿，跑回去向蘿莉大發雷霆。蘿莉認為自己不能在這種情況下生孩子而吞下大量避孕藥，但最後還是將藥吐掉。當瑞克看到蘿莉藥袋而知道她懷孕的真相，於是火冒三丈地來到蘿莉面前質問，當蘿莉哭著說出自己的苦衷時，瑞克只希望他們能給這個孩子一個生存的機會。                                                                                                   |             |                                               |                                    |                             |                |                       |
| 13 | 7           | 萬念俱灰 Pretty Much Dead Already             | 蜜雪兒·麥勞倫                      | 史考特·M·金普               | 2011年11月27日 | 6.62                  |
| 幾天過去，蘇菲亞仍然下落不明，瑞克開始懷疑自己是否導致這些事情發生時，葛倫最終對所有人說出穀倉中有行屍的事情。得知實情的眾人開始產生恐慌，夏恩因為心生不滿而開始到處抱怨。瑞克來到赫謝爾面前與他協商住所之下，最終得到他的同意。但夏恩卻打算帶領隊伍收拾東西離開，瑞克為了阻止而將蘿莉懷孕的事情說出，但夏恩卻變本加厲地準備剝奪蘿莉腹中的孩子。後來，戴爾為了以防萬一而打算將所有的槍械全部藏在一片沼澤邊上卻被夏恩發現，戴爾稱他已經推斷出夏恩害死過奧提斯來自救的事情，還試圖通過舉槍來警告他卻沒有下手。後來，夏恩將所有的槍械奪回來後開始遞給所有人，卻發現瑞克為了跟赫謝爾配合，兩人聯手拎著行屍回到農場，狂怒的夏恩開始自己掌權，再三對赫謝爾表示行屍只是一群“會動的死屍”，最後將穀倉的大門打開而將所有行屍放出來，伴隨著所有人以處刑方式全部射殺，無法阻攔的赫謝爾一家只能蹲在旁邊觀看。最後，穀倉中最後一隻行屍走出來，眾人驚訝地發現該行屍竟是失蹤的蘇菲亞，先前脖子被咬後屍變而被赫謝爾一家找到。卡蘿雖然找到女兒下落，卻再也沒有辦法過去擁抱她，其他人在失望加絕望地看著蘇菲亞徐徐走來時，瑞克忍著悲傷走上前開槍終結蘇菲亞的屍態。                                                 |             |                                               |                                    |                             |                |                       |
| 14 | 8           | 內布拉斯加州 Nebraska                         | 克拉克·約翰森                      | 伊凡·瑞利                   | 2012年2月12日  | 8.10                  |
| 瑞克殺死蘇菲亞後一臉茫然，卡蘿因打擊過大而跑回房車裡痛哭，赫謝爾將家人們安頓好後，命令瑞克要麼將夏恩趕出去、要麼全部離開他的農場。下午，所有人安葬蘇菲亞與赫謝爾的家人們，準備澆油放火將其他行屍燒掉。貝絲因為失去生母所受的打擊過大而昏倒處於休克狀態，而唯一懂救治的赫謝爾卻外出不回。瑞克與葛倫開車出去尋找，聽從瑪姬的推測前去赫謝爾年輕時常去的小鎮酒吧，當兩人找到赫謝爾時，其因為喪親的痛苦而選擇無動於衷。瑞克盡全力說服赫謝爾無論如何要為了他的家人勇敢的活下去，赫謝爾最終醒悟而面對現實。這時，兩名路過的倖存者戴夫和東尼走進酒吧裡，讓瑞克他們首次結識外來人。兩方人原本起初相處和睦，交談各自的集體以及聽說過的救援措施，瑞克同時被他們告知班寧堡已淪陷的消息。然而戴夫和東尼後來突然將話題轉移到瑞克他們居住的農場，還堅持要去農場看一看。從那一刻起，瑞克感覺到他們二人心懷不軌，始終拒絕帶他們去農場，戴夫和東尼開始不耐煩之下試圖放冷箭，瑞克搶先一步拔槍將兩人槍殺身亡。蘿莉發現瑞克遲遲沒有回來，原想拜託戴瑞出去幫忙尋找，但戴瑞卻同樣因為前功盡棄而選擇疏遠集體。蘿莉僅能靠自己帶一把小型左輪手槍開車外出尋找，卻在開車途中看地圖時不慎撞到路中央的一隻行屍而翻車昏過去。 |             |                                               |                                    |                             |                |                       |
| 15 | 9           | 扳機手指 Triggerfinger                        | 比利·吉爾哈特                      | 大衛·萊斯利·強森            | 2012年2月19日  | 6.89                  |
| 夜幕降臨，瑞克、赫謝爾和葛倫拿走戴夫和東尼屍體上的彈藥後，覺得此地不宜久留而打算離開，但戴夫和東尼的三位同夥反而在這時趕到。瑞克對他們大喊關於戴夫和東尼死亡與所作所為後，外面的人開始對酒吧開火，雙方的槍聲引來小鎮附近的行屍。敵方的其中一人在偷襲葛倫剛好被赫謝爾打傷，最後在無法行動之下被行屍吃掉。另一名狙擊手藍道跳下屋頂撤離時剛好被帶刺欄杆刺穿腿而無法行動，但其他同夥則丟下他開車離開小鎮逃亡。行屍越來越多之下，瑞克不想棄他不管而在走前拔出藍道的腿。在農場，夏恩發現蘿莉失蹤後開車出去尋找，在路上找到因為翻車而步行的蘿莉，並故意撒謊說瑞克已經回去而將她接回去。回去後，蘿莉發現瑞克還沒回來而對夏恩大發雷霆，而夏恩卻將蘿莉懷孕的事情說出，剛好也被卡爾聽到。第二天，貝絲在嚴重脫水下受到瑪姬與帕翠莎的照顧，而瑞克三人最終回到農場，並將藍道帶回來後救治並關起來。後來，眾人開始討論要不要將藍道放生再度受到夏恩的反駁，而赫謝爾在無法忍受下威脅夏恩，如果他再次自作主張就馬上離開。葛倫因為首次經歷槍戰而驚嚇過度，並認為是瑪姬對他的愛而讓他心神不寧，便也開始疏遠她。蘿莉安慰瑞克時，由於從戴爾聽說夏恩的所為，而對瑞克說要提防夏恩。                                     |             |                                               |                                    |                             |                |                       |
| 16 | 10          | 十八英里外 18 Miles Out                       | 歐內斯特·狄克森                    | 史考特·M·金普 & 葛倫·馬札拉 | 2012年2月26日  | 7.04                  |
| 瑞克決定將藍道帶到離農場十八英里外的一個棄置工廠放生，與夏恩來到廣場巡視後將藍道放出來，在他的不遠處扔一把刀後準備扔下他自生自滅。但藍道卻因為多嘴而喊出他曾經和瑪姬“一起上過學”，表示他其實知情農場的位置。不知如何是好之下，夏恩覺得藍道留不得而拿出槍準備就地處決，但瑞克卻反駁他，聲言夏恩自從奧提斯的事情後便不准再自作主張。瑞克和夏恩兩個摯友在理念不合下打起來，當夏恩將一塊扳手扔向瑞克時，不慎打碎工廠窗戶而將裡面的大量行屍放出來。瑞克利用一具死屍將自己擋住，而夏恩則是被行屍群追著跑，最後只能躲進一輛校車中堵著門而受困。瑞克本打算扔下夏恩而帶著藍道一起離開，但走前還是因為良心未泯而與藍道一起開車回去救出被困的夏恩。在農場，貝絲在症狀痊癒後因為無法承受喪母之痛而打算靠自殺了結，無論瑪姬與蘿莉如何勸告都無濟於事。安卓莉亞走上前利用自己的感受讓貝絲感同身受。但幾分鐘後，貝絲卻獨自跑到廁所試圖用鏡子碎片去割腕自殺，所幸沒成功而讓她體驗到死亡的痛苦而罷手。瑞克和夏恩逃走不久再度將藍道塞回後備箱裡，打算回去後另想辦法。這次死裡逃生讓他們二人姑且達成共識、甚至是心照不宣，兩人於是再度開著車駛向夕陽返程。                                                         |             |                                               |                                    |                             |                |                       |
| 17 | 11          | 法官，陪審團，劊子手 Judge, Jury, Executioner | 葛雷格·尼可泰羅                    | 安潔拉·姜                   | 2012年3月4日   | 6.77                  |
| 戴瑞開始對藍道進行嚴刑拷打，讓他如實供述他所跟的是一個人數眾多、全副武裝、且疑似手段兇殘的團體，這迫使瑞克和夏恩這次一致決定為了保護領地，將在晚上時執行處刑。眾人中正義感最強的戴爾堅決抵制這種行為而四處奔走，盡力說服所有人和他一條心。卡爾在夏恩的煽動下決定自己去外面闖一闖，偷拿一把手槍後獨自一人跑到森林找到一隻陷在沼澤裡的行屍，向他扔石頭卻不慎下讓牠掙脫，受到驚嚇後逃回農場。當天下午，所有人在客廳討論如何處理藍道，表決結果有將他再次換地方放生、讓他成為一份子、或是執行處決；而所有人一致覺得除去後患才是明智之選，但戴爾費勁心力勸服在座各位，強調泯滅人性才最不明智，最後想法遭大部分人排斥之下負氣出走。當晚，瑞克、夏恩和戴瑞拎著藍道來到穀倉準備行刑，但卡爾堅持偷偷跑來鍛煉勇氣，使瑞克最終無法當著兒子的面痛下殺手，只能將藍道關回倉庫中。遠處，戴爾獨自一人在農場的草原上散步時，剛好被一隻行屍撲倒在地且被牠開膛破肚。戴瑞首先跑來刺死行屍，並呼喊求救眾人到奄奄一息的戴爾面前。赫謝爾發現他的狀況已經迴天乏術，卡爾這時發現襲擊戴爾的行屍就是他從沼澤裡放出來的行屍。正當眾人無能為力下，戴瑞接下瑞克的槍對準戴爾的頭，向他致歉後扣下扳機終結他的生命。             |             |                                               |                                    |                             |                |                       |
| 18 | 12          | 人性本善 Better Angels                        | 蓋·法蘭                            | 伊凡·瑞利 & 葛倫·馬札拉     | 2012年3月11日  | 6.89                  |
| 眾人安葬戴爾後打算同心協力度過冬天，瑞克為了尊重戴爾的遺願而決定將藍道換地方放生，但夏恩卻暗中走進倉庫將藍道解放，將他帶往樹林深處假裝協助藍道逃跑，隨後扭斷他的脖子而製造他逃走的假像。夏恩回去後為自己製造鼻子傷而謊稱藍道逃脱後且襲擊他，而瑞克立刻命令戴瑞葛倫分頭尋找。夜晚，戴瑞和葛倫跟隨腳印時發現夏恩和藍道的足跡幾乎吻合，並在樹叢中找到早已屍變的藍道。葛倫一斧頭砍殺他後，卻發現藍道的屍體上沒有任何行屍咬痕，兩人在百思不得其解下只能打道回府。夏恩將瑞克引到一個離農場幾英里遠的平原上時，瑞克突然收回槍，表示自己料到夏恩誘殺他的計謀。夏恩發現計畫敗露後大喊自己的不滿，稱他出此下策就是為了得到蘿莉和卡爾，聲言他才能帶她們母子倆生存。這一刻，瑞克決定放棄維護他，假裝對夏恩勸降過程中，背後掏刀而直接刺穿夏恩的心臟，哭喪喊著「這是你逼我的！」。夏恩隨即力盡身亡，瑞克趴在他屍體面前絕望地吼叫時，卡爾再度跑到他身後。一刻，夏恩的屍體突然站起，以行屍狀態慢慢走向瑞克，而卡爾則毫不猶豫地拿手中的槍射殺夏恩。目睹一切的瑞克和卡爾覺得匪夷所思時，並未發覺剛才開的一槍，已經引來徘徊在附近森林中的一個數量達到幾千的行屍群體。                                             |             |                                               |                                    |                             |                |                       |
| 19 | 13          | 火盡灰冷 Beside the Dying Fire                | 歐內斯特·狄克森                    | 羅伯特·柯克曼 & 葛倫·馬札拉 | 2012年3月18日  | 8.99                  |
| 在亞特蘭大街道上徘徊的大量行屍受一架經過的直升機吸引，集體往直升機的飛行方向前進，行進高速公路至森林的同時還增添數量，最後受卡爾開槍吸引而來到格林農場。瑞克還未跟兒子解釋夏恩的事情，為了躲避行屍而跑進穀倉，順勢縱火點燃整座穀倉吸引周邊所有行屍。赫謝爾一行人開始分頭進行農場攻防戰，然而行屍數量太多，吉米和帕翠莎雙雙喪生，其餘人集體分散逃跑，讓農場一夜之間變成荒蕪之地。唯獨被落下的安卓莉亞帶著槍包跑入樹林，彈盡糧絕的她被一名拎著兩隻被鐵鏈鎖死之行屍的神秘女劍客營救。瑞克一行人集體回到高速公路上一家團圓，確定接下來的前進路線後開著剩餘的車往東邊前進，但油量耗盡後只能在樹林裡休息。眾人開始人心惶惶，戴瑞提到關於藍道屍變的事情時，瑞克才坦述先前在疾控中心時，詹納自殺前曾告訴過他：所有倖存的人類全都是“病毒感染者”，不管是被行屍咬到還是死於非命，都躲不過變成行屍的命運。所有人聽到後無法接受瑞克隱瞞這件事許久，並開始質疑瑞克是否能領導他們。見所有人質疑著自己，瑞克氣憤地大喊自己為了眾人著想而殺死過夏恩，還如實講出夏恩的所為，最後宣佈開始施行以他為主的“君主制”。瑞克的一番憤怒宣言讓在場所有人啞口無言，而在他們不遠的地方聳立著一座監獄……                       |             |                                               |                                    |                             |                |                       |

## 外部連結
- 官方网站
- 《The Walking Dead》各集列表 来自互联网电影数据库